# الهجمة (المخادر)

تعديل مصدري - تعديل

الهجمة هي إحدى قرى عزلة الشرف بمديرية المخادر التابعة لمحافظة إب، بلغ تعداد سكانها 157 نسمة حسب تعداد اليمن لعام 2004.